# بولنوار (فلم)
بولنوار هو فيلم مغربي من إخراج حميد الزوغي سنة 2014، و بطولة كل من فاطمة أكلاز، محمد أوراغ، يونس الهري وغيرهم.
يُسلّط الفيلم الضوء على التاريخ النضالي في المغرب.

## القصة
والفيلم مقتبس عن رواية بولنوار الدكتور عثمان أشقرا، الباحث في علم الاجتماع، والعنوان يرجع إلى قرية بولنوار المنجمية التي تقع بهضبة الفوسفاط بإقليم خريبكة، حيث يرصد الفيلم سيرة مغاربة عاشوا في باطن الأرض.
ويستعيد هذا العمل الإبداعي التاريخ والذاكرة والمجتمع، باستعراضه للتحولات التي عرفتها المنطقة بانتقالها من النشاط الفلاحي البسيط إلى النشاط المعدني، بعد الاحتلال الفرنسي للمغرب وبداية استغلال خيراته خاصة بعد اكتشاف الفوسفاط.
وركز الفيلم على ما شهدته المنطقة في الفترة الممتدة ما بين 1920 و1950، والمتمثلة خاصة في استيلاء المعمر على أراضي الفلاحين، الذين سيجدون أنفسهم يشتغلون في باطن الأرض بداتً من سطحها، العديد منهم مات في الأنفاق في ظل شروط استغلال بشعة كان الهدف منها الرفع من طاقة الإنتاج إلى حدها الأقصى.
وفي ظل تواتر الأحداث التراجيدية والمأساوية، بدأ يتشكل وعي نقابي جنيني، ساهم في بلورته بعض الشيوعيين الفرنسيين، ومن ضمنهم المناضل الأممي ميشال كولونا، الذي لعب دوراً أساسياً في انفتاح النقابة الفرنسية على العمال المغاربة المنجميين، والقادمين إلى هذه المنطقة من جغرافيات مختلفة.
واعتمد المخرج حميد الزوغي في هذا الفيلم على العديد من الوجوه من أبناء المنطقة، ومن ضمنهم بعض الممثلين الذين لديهم خبرة مسرحية، كفاطمة أكلاز في دور العزوزية وهي مخرجة سينمائية أيضاً، وعبد اللطيف نجيب في دور شخصية صالح الأعمى، وغيرهما من الأسماء.
وقال الزوغي في لقاء صحفي إن هدفه من وراء هذا الاختيار كان بغاية تأكيد المصداقية في الأداء، وتفجير المشاعر الحقيقية للممثلين خاصة وأن كل واحد فيهن يحتفظ بذكريات عن هذه المرحلة من خلال عائلاتهم وأباءهم أو أقاربهم، إضافة إلى تمكنهم من اللهجة المحلية مما يضفي طابع الانسجام على أدوارهم في الفيلم.

## روابط خارجية
- الفيلم على موقع IMDB